# Maladera bakeri
Maladera bakeri är en skalbaggsart som beskrevs av Moser 1915. Maladera bakeri ingår i släktet Maladera och familjen Melolonthidae. Inga underarter finns listade i Catalogue of Life.